# مراح الزيات
مراح الزيات هي إحدى القرى اللبنانية من قرى قضاء البترون في محافظة الشمال.